# Port Gamble
Pour les articles homonymes, voir Gamble.
Port Gamble est une census-designated place et un secteur non constitué en municipalité situés sur la rive nord-ouest de la péninsule de Kitsap, dans le comté de Kitsap, dans l'état de Washington aux États-Unis.

## Histoire

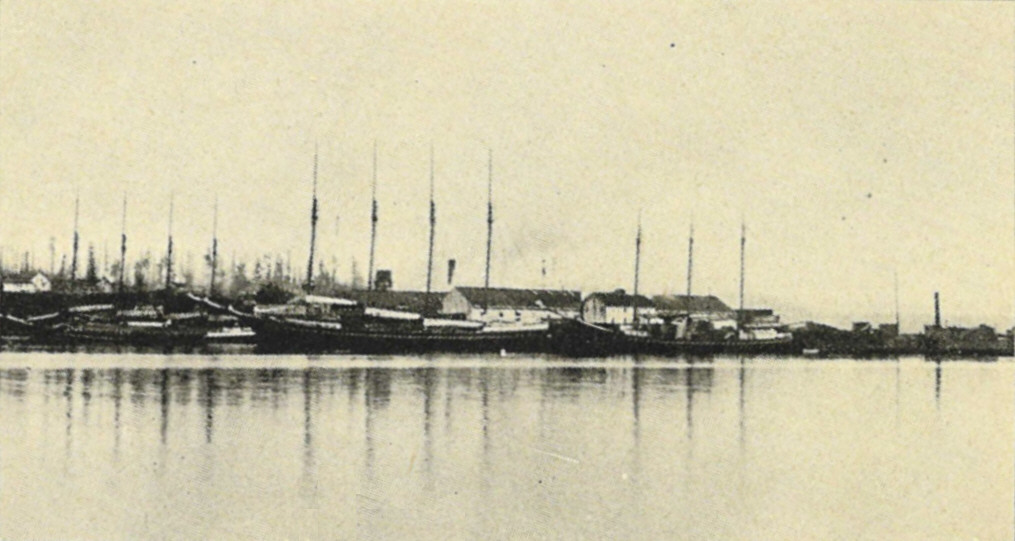
Port Gamble en 1900

Port Gamble doit son nom à l'expédition Wilkes en 1841, vraisemblablement en hommage au lieutenant-colonel John M. Gamble (en) ou à Robert Gamble, un officier de l'USS President blessé lors d'un combat avec le HMS Belvidera, Wilkes ne précisant pas.
La communauté, initialement connue sous le nom de Teekalet et rebaptisée plus tard Port Gamble pour la baie qui lui donnait accès au commerce maritime, a été fondée en 1853 par la compagnis Josiah Keller, William Talbot et Andrew Pope.
En 1856, l' USS Massachusetts est envoyé de Seattle à Port Gamble, pour venir à bout de groupes indigènes qui menaient des raids contre les habitants des territoires britanniques, américains et russes. Les guerriers refusant de livrer ceux d'entre eux qui avaient attaqué les communautés du Puget Sound, il s'ensuit une bataille dans laquelle vingt-six indigènes et un marin sont tués. À la suite de cela, le colonel Isaac N. Ebey (en), le premier colon de l'île Whidbey, est abattu, le 11 août 1857, par un groupe de raid haïdas en vengeance du meurtre d'un chef autochtone survenu lors d'un raid similaire. Les tueurs d'Ebey ne seront jamais retrouvés.